# 썰매개

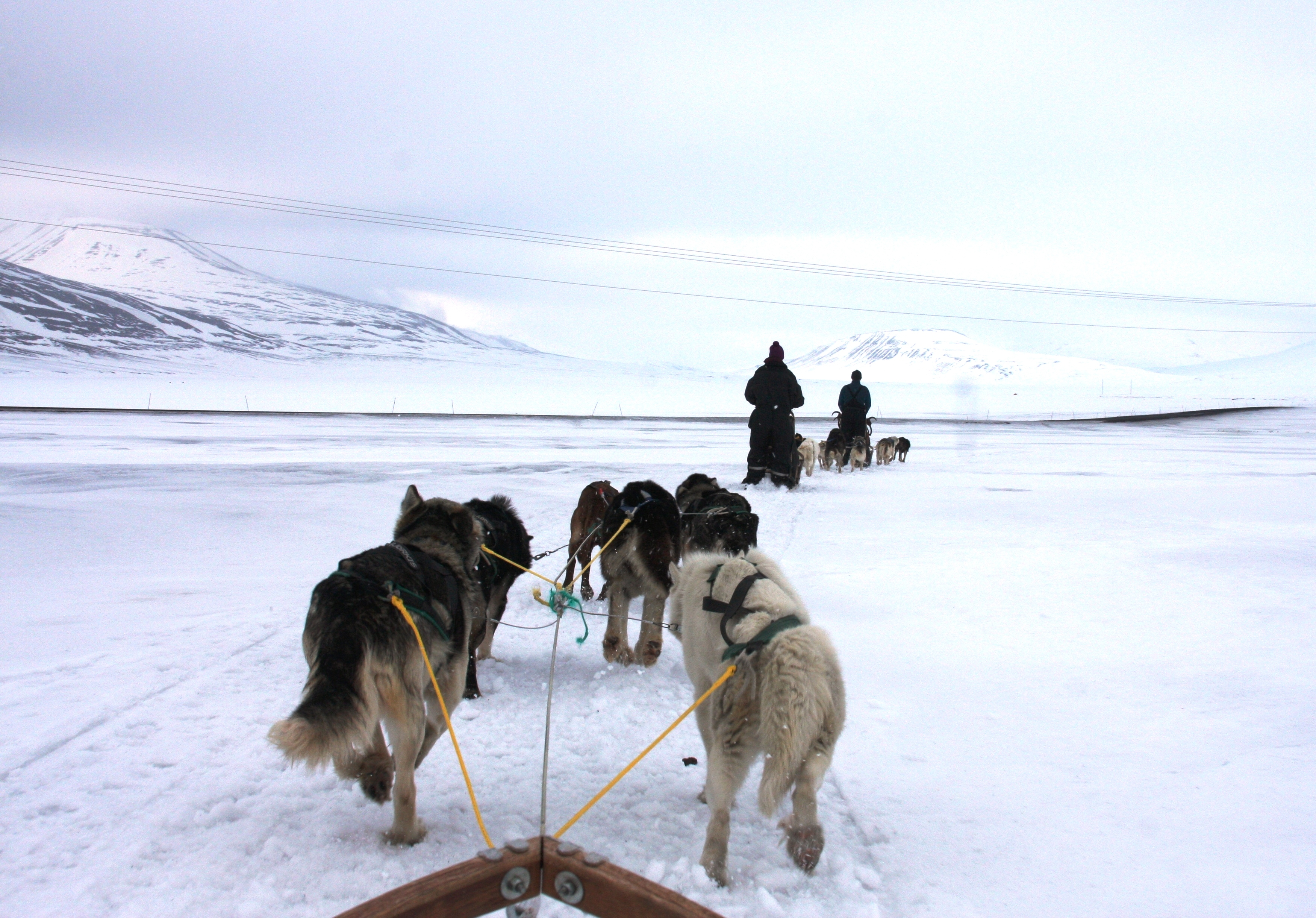
그린란드견 썰매개.

썰매개 또는 썰매견은 썰매를 끄는 개를 말한다. 시베리아와 북아메리카에서 운송 수단으로 썼었으나, 오늘날에는 여흥으로 쓰인다.
몸무게는 27-48kg이고 힘이 세어 썰매를 잘 끈다. 꼬리에 눈이 얼어 붙어 굳지 않도록 꼬리를 말아 등 위에 올려 놓고 다닌다. 겉에는 거친 털이 있고 그 안쪽에 고운 털이 있어 추운 날씨에 눈구덩이 속에서 자더라도 피부가 젖지 않는다. 귀는 뾰족하고 꼿꼿하며, 얼굴은 달걀 모양이고, 주둥이와 코 언저리는 묵직해 보인다. 다리는 튼튼하며, 발은 크고 털이 많아서 눈 속에 빠지지 않는다. 대부분 멍멍 짖지 않고, 머리를 들고 소리를 길게 뽑으며 짖는다. 썰매는 보통 3-8마리를 매는데, 한 줄로 길게 매거나, 둘이나 그 이상을 나란히 매거나, 부채꼴 대열로 한 마리씩 따로 매거나 한다. 썰매에서 가장 앞에 있는 개가 리더로서 주인의 명령을 받아 나머지 개를 출발시키거나 정지시킨다. 리더는 다른 개들의 우두머리로, 영리하고 속도와 인내심 있는 개를 리더로 뽑아 훈련시킨다. 하루에 보통 30-65km를 달리며, 5마리 한 조가 113kg쯤 되는 짐을 운반할 수 있다. 때로는 개들의 등에 짐을 지워 나르기도 한다. 에스키모개는 또한 물범, 곰, 사향소를 사냥할 때 이용된다.
에스키모개의 종류에는 시베리안 허스키, 알래스칸 맬러뮤트, 사모예드 등이 있다.

## 같이 보기
- 사냥개
- 개썰매